# Bibliothèque nationale de Malte
La Bibliothèque nationale de Malte (en maltais Bibljoteka Nazzjonali ta’ Malta, en anglais National Library of Malta) fut fondée en 1776 et est située à La Valette.
L'idée d'une bibliothèque institutionnelle remonte au décret du 24 mai 1555 de Claude de la Sengle, grand maître des chevaliers de Saint-Jean, par lequel les livres des chevaliers doivent être légués au trésor de l'ordre. En 1687, Giuseppe Zammit fonde une bibliothèque au sein de l'école médicale nouvellement créée à La Valette. En 1776, une bibliothèque publique est créée formellement par le grand maître Emmanuel de Rohan-Polduc. Elle prend le nom de Bibliotheca Tenseana, car le gros de ses collections provient de Louis Guérin de Tencin, grand bailli de l'ordre.
Face à l'afflux de livres, Rohan-Polduc fait bâtir un bâtiment destiné à accueillir la bibliothèque, dont le dessin est confié à Stefano Ittar. Terminée en 1796, et mise en suspens par l'occupation française puis les guerres napoléoniennes, la nouvelle bibliothèque est inaugurée en 1812 le haut commissaire Sir Hildebrand Oakes. En 1925, elle devient l'institution maltaise chargée de la collecte du dépôt légal. George V lui accorde en 1936 le titre de bibliothèque royale. En 1976, une bibliothèque publique est créée à Floriana. La bibliothèque prend le nom de Bibliothèque nationale de Malte et se transforme en bibliothèque de recherche.
La Bibliothèque nationale de Malte possède près de 402 000 volumes et une collection de cartes ayant trait à l'histoire de Malte. Elle abrite également depuis 1937 les archives du XIIe au XVIIIe siècle de l'ordre de Saint-Jean, dont la charte de Baudouin Ier de Jérusalem accordant des possessions en Galilée à l'ordre en 1107, ou la charte de Charles Quint accordant l'île de Malte à l'ordre en 1530. 